# Innovation pédagogique
Pour l'ouvrage d'André Tricot, voir L'Innovation pédagogique.
 (avril 2020).
- Si vous ne connaissez pas le sujet, laissez ce bandeau (vous pouvez alors contacter les auteurs).
- Si vous supprimez le contenu mis en cause (vous pouvez préalablement contacter les auteurs),

argumentez précisément cette suppression dans la page de discussion
(un manque de référence n'est pas un argument ; une recherche réelle de référence doit avoir été effectuée, être formellement documentée).
 (avril 2020).
Si vous disposez d'ouvrages ou d'articles de référence ou si vous connaissez des sites web de qualité traitant du thème abordé ici, merci de compléter l'article en donnant les références utiles à sa vérifiabilité et en les liant à la section « Notes et références ».
 (avril 2020).
La mise en forme du texte ne suit pas les recommandations de Wikipédia : il faut le « wikifier ».
Les points d'amélioration suivants sont les cas les plus fréquents :
- Les titres sont pré-formatés par le logiciel. Ils ne sont ni en capitales, ni en gras.
- Le texte ne doit pas être écrit en capitales (les noms de famille non plus), ni en gras, ni en italique, ni en « petit »…
- Le gras n'est utilisé que pour surligner le titre de l'article dans l'introduction, une seule fois.
- L'italique est rarement utilisé : mots en langue étrangère, titres d'œuvres, noms de bateaux, etc.
- Les citations ne sont pas en italique mais en corps de texte normal. Elles sont entourées par des guillemets français : « et ».
- Les listes à puces sont à éviter, des paragraphes rédigés étant largement préférés. Les tableaux sont à réserver à la présentation de données structurées (résultats, etc.).
- Les appels de note de bas de page (petits chiffres en exposant, introduits par l'outil «  Source ») sont à placer entre la fin de phrase et le point final[comme ça].
- Les liens internes (vers d'autres articles de Wikipédia) sont à choisir avec parcimonie. Créez des liens vers des articles approfondissant le sujet. Les termes génériques sans rapport avec le sujet sont à éviter, ainsi que les répétitions de liens vers un même terme.
- Les liens externes sont à placer uniquement dans une section « Liens externes », à la fin de l'article. Ces liens sont à choisir avec parcimonie suivant les règles définies. Si un lien sert de source à l'article, son insertion dans le texte est à faire par les notes de bas de page.
- La présentation des références doit suivre les conventions bibliographiques. Il est recommandé d'utiliser les modèles {{Ouvrage}}, {{Chapitre}}, {{Article}}, {{Lien web}} et/ou {{Bibliographie}}. Le mode d'édition visuel peut mettre en forme automatiquement les références.
- Insérer une infobox (cadre d'informations à droite) n'est pas obligatoire pour parachever la mise en page.

Pour une aide détaillée, merci de consulter Aide:Wikification.
Si vous pensez que ces points ont été résolus, vous pouvez retirer ce bandeau et améliorer la mise en forme d'un autre article.
 (novembre 2024).
Selon le Conseil national de l'innovation pour la réussite scolaire (un organisme français), une pratique pédagogique innovante est une action pédagogique caractérisée par l'attention portée à l'apprenant et à son cadre éducationnel (bien-être, conditions et qualité des apprentissages). L’innovation pédagogique est un effet combiné de méthodologie de conduite au changement et de créativité des membres du personnel d'un établissement et des élèves.

## Définition
Le terme « innovation » désigne le fait d’introduire quelque chose de nouveau dans un domaine particulier. Ainsi l'innovation pédagogique doit être perçu comme une nouveauté proposée, un changement, une création, une transformation ou encore une invention dans les domaines de la pédagogie et de l’enseignement. L’innovation concerne non seulement l’accompagnement des élèves, mais également l'apprentissage. L’innovation concerne l’ensemble des disciplines scolaires, appelé sans cesse à se renouveler et à s’améliorer. À cet effet, on considère que l’innovation est une démarche transversale. Elle interroge les contenus et les représentations puisqu’elle naît le plus souvent d’une volonté de travailler différemment afin de répondre efficacement et avec pertinence aux besoins et difficultés des élèves. Elle est donc au cœur du système éducatif et bénéficie d’un cadre officiel depuis 2005 grâce à la loi d’orientation et de programme pour l’avenir de l’École qui reconnaît aux établissements le droit de mettre en place des expérimentations pédagogiques. Ces dernières années, de nombreux projets ont fleuri sur les sites du Ministère de l’éducation avec pour ambition commune d’innover pour une école des réussites. Tous les secteurs de la pédagogie peuvent s’y retrouver, que ce soit dans le domaine des nouvelles technologies (par l’enseignement des TICE par exemple) ou des architectures de classe, dans la façon d’enseigner ou dans la création de classes spécifiques avec des aménagements adaptés… Toutes les propositions et démarches contribuant à dynamiser l’acte même d’enseigner peuvent relever de l’innovation pédagogique.

## Étymologie et histoire du terme
Le terme d’innovation provient du latin innovare. Il est formé du préfixe in qui signifie « dans » ou représente l’idée de mouvement vers l’intérieur et de novare qui veut dire « nouveau » ou « changer ». On peut ainsi le traduire par : apporter du nouveau à quelque chose, le changer, le rendre nouveau, le renouveler. Une innovation pédagogique doit : être nouvelle au regard des pratiques existantes ; apporter un changement, une amélioration ; interroger la pertinence des processus éducatifs en place ; être durable et transférable (elle ne doit donc pas être éphémère ou isolée). 
Le terme se retrouve ensuite au Moyen Âge, où sa définition évolue légèrement pour signifier « apporter une nouveauté à un objet déjà établi », qui axe son acception autour de l’idée de renouvellement. Au XVIe siècle, sa définition englobe l’idée de surprise, ainsi que de création. Ce sens se rapproche de l’idée d’inventivité que le mot recoupe encore aujourd’hui. Son usage se  déploie très largement durant le XIXe siècle, puis le XXe siècle, selon Benoît Godin. Il est alors appliqué à de très nombreux champs parmi lesquels figure la pédagogie. 
Cependant, les premières innovations pédagogiques se manifestent plus tôt. Dès le XVIIe siècle de nouvelles approches dans la façon d’enseigner, en rupture avec le fonctionnement de l’ancien régime, apparaissent. Ces premiers mouvements qui ne sont pas encore associés à l'idée d’innovation, témoignent pourtant de l'existence de changements dans les manières d'enseigner. Ils nous montrent également que le processus d’innovation ne fait jamais table rase du passé : c’est au contraire un mouvement progressif et irrégulier qui fait évoluer progressivement l’école.

### En France
Les sources dont nous disposons aujourd'hui nous permettent de retracer avec précision les mouvements de l’innovation pédagogique survenus à partir du XIXe siècle. À cette époque, les travaux de Jean Itard et Edouard Séguin autour de l’enfant sauvage, de Victor de l’Aveyron ou ceux de Ferrus, Falret et Bourneville autour de l’éducation à apporter aux enfants considérés comme «arriérés» sont les principaux témoins des dynamiques d’innovation à l’œuvre. Des travaux qui ont accompagné le développement de l’école républicaine traditionnelle de la première moitié du XXe siècle qui préfiguraient les recherches actuelles sur l’inclusion. L’innovation pédagogique a ensuite connu une accélération forte à partir des années 1960. Les travaux de Pierre Bourdieu et Jean-Claude Passeron, reprochant au modèle scolaire français de perpétuer les inégalités sociales (Les Héritiers), aux antipodes de l’un de ses principes fondateurs, ainsi que la révolution culturelle qui a accompagné mai 68, ont contribué à accélérer la dynamique d’innovation. Les propositions pédagogiques de Célestin Freinet ou de Maria Montessori commencent à se faire connaître. 
Dans ce contexte des années 1960, l’Éducation Nationale va commencer à penser l’innovation pédagogique et à la soutenir, au prix de ratés parfois spectaculaires, comme la réforme des « maths modernes ». Apparaissent ainsi les baccalauréats techniques ou les instituts universitaires de technologie (IUT) qui modifient en profondeur le paysage scolaire français. Des politiques de décentralisation favorisent le développement d’initiatives locales et personnelles. Un mouvement qui conduit à la mise en place du collège unique en 1978 et pose certaines des bases qui structurent encore l'école française aujourd'hui. 
À la faveur du développement des technologies numériques éducatives, la question de l'innovation pédagogique fait un retour en force durant les années 2010. De nombreuses applications ou sites internet voient le jour (Khan Academy, Moodle, Padlet…). De "nouvelles" méthodes pédagogiques se déploient (pédagogie en ligne, pédagogie inversée, auto-apprentissage…). Le débat autour du numérique éducatif fait rage jusqu'en mars 2020 et le surgissement de la pandémie de Covid-19 qui conduit – en urgence – à la mise en place d'un programme dit de continuité pédagogique. Piloté par le ministère de l'Éducation nationale, ce programme consiste à utiliser massivement les technologies numériques pour pérenniser les processus éducatifs en période de confinement.

## Des innovations pédagogiques

### La pédagogie 3.0
La « pédagogie 3.0 » est un concept développé par le pédagogue Stéphane Coté. Sa pédagogie repose sur trois notions : l'autonomie, la permanence et la créativité :
- L'autonomie : Afin d'aider l'élève à comprendre les conséquences et les impacts de ses actions, un système monétaire et politique est mis en place. Chaque décision est prise de façon démocratique de manière que les élèves sont directement impliqués. Ils sont dotés d'une responsabilité en classe, prenant ainsi position dans la hiérarchie scolaire.
- La permanence de l'apprentissage : En se basant dans une étude de Edgar Dale qui prouve que l'élève apprend mieux lorsqu'il agit, les élèves font les corrections de ses exercices, créent des leçons et réalisent à la fin un bilan global.
- La créativité : Les élèves peuvent choisir les outils qu’ils souhaitent pour apprendre et transmettre le contenu du cours, favorisant le partage des connaissances avec ses camarades de manière ludique.

### Classe inversée
La classe inversée consiste à fournir aux étudiants, en amont du cours, des documents afin qu'ils travaillent par eux-mêmes la théorie et qu'une fois en cours, ils appliquent leurs connaissances ainsi acquises à des situations concrètes qui leur sont proposées. Le Professeur n'assure plus la présentation des règles mais, en encadrant les étudiants, il aura néanmoins l’occasion d’expliquer ces règles et d’en donner des exemples d’application. Ses avantages sont :
- permettre à l'enseignant de remplir avant tout son rôle de guide
- augmenter la disponibilité de l'enseignant pour ses élèves
- permettre aux élèves de progresser à leur rythme et de développer leur autonomie
- les élèves sont plus engagés dans leur apprentissage et semblent plus motivés
- ils peuvent apprendre n'importe où, n'importe quand (l'accès à Internet aidant très largement)

### La classe renversée
La classe renversée consiste à inverser totalement les rôles entre enseignant et apprenant. Ainsi les apprenants construisent le cours, les contrôles de connaissances en prenant ainsi la place de l'enseignant alors que c'est l'enseignant qui va être noté, contrôlé par les apprenants. Pendant le temps des cours, les apprenants construisent ensemble les cours par groupe, les partagent, les confrontent et l'enseignant joue le rôle de coach, les oriente, les guide, les interpelle. Les apprenants sont notés au regard de leurs compétences, à s'organiser, à réfléchir, à construire dans un temps imparti, comme au sein d'une entreprise. Ses avantages sont :
- une redoutable efficacité pour assimiler des connaissances ;
- une excellente méthode d'apprentissage et d'enseigner soi-même ;
- les apprenants engagés deviennent acteurs à part entière de leur formation ;
- la classe renversée permet en outre de sortir de sa zone de confort et de gagner en assurance.

### Le travail collaboratif
Par travail collaboratif, il faut entendre d'une part, la coopération entre les membres d'une équipe et, d'autre part, la réalisation d'un produit fini. Ses avantages sont :
- il fait apparaître une dynamique de groupe qui peut faire émerger une véritable "culture" collaborative ;
- cette dynamique permet notamment le partage et la mise en commun des compétences et des connaissances, ainsi que leur transfert vers les apprenants initialement plus faibles ;
- elle favorise de ce fait l'apprentissage informel et participe à la capitalisation des connaissances ;
- cette dynamique collective donne la possibilité à chacun d'endosser un rôle de "leader" ; ce rôle peut donc sans cesse être réattribué au sein du groupe ;
- le travail collaboratif permet de valoriser les compétences de chaque apprenant et offre au groupe la possibilité de mobiliser l'intelligence collective en vue de réaliser un projet commun, d'atteindre un objectif et de choisir les solutions adaptées aux problèmes posés.

### La formation à distance
Les principaux types de formation à distance sont :
- Les Massive Open Online Course (MOOC) : il s'agit d'un cours chapitré ouvert gratuitement à n'importe quel internaute. Souvent étalé sur plusieurs semaines, agrémenté de travaux de groupes à distance, de chat en ligne, de quiz, il permet à chacun de se former sur un sujet et de bénéficier de connaissances sur une thématique. Il peut parfois donner lieu à une certification (qui elle est payante) ;
- Les SPOC : cours chapitré en ligne, étalé souvent sur plusieurs sessions, sur le même principe que les MOOC. En revanche, l'audience est limitée à un groupe d’utilisateurs défini en amont (une trentaine par exemple) ;
- Les Corporate Open Online Course (COOC) : c'est une formation en ligne utilisé au sein de l'entreprise pour former les salariés ;
- Les Social Open Online Course (SOOC) : il s'agit d'une formation en ligne dont l'objectif est d'augmenter les interactions entre les participants aux cours. Pour ce faire, les SOOC sont agrémentés d'outils collaboratifs (ex : forum, outils de création de contenus comme wiki, blog…) (Voir Travail collaboratif).

Leurs avantages sont :
- un accès à la formation pour tous à tout moment ;
- un format concis et plus impactant ;
- l'interaction : l'un des nombreux atouts des MOOC en entreprise ;
- le respect du rythme de chaque salarié ;
- un coût moindre pour l'utilisateur.

### Les usages pédagogiques des réseaux sociaux
L'utilisation des réseaux sociaux peut permettre de favoriser l'interactivité en classe par la mise à disposition de ressources complémentaires issues par exemple de l'actualité. Les étudiants peuvent ainsi réagir en ligne ou en classe mais aussi poster eux-mêmes des contenus qu'ils pensent être en relation avec le cours dispensé.
Les avantages des réseaux sociaux sont :
- d'entrer et de rester en contact avec les amis et la famille ;
- de développer leur capital social (= l'ensemble des avantages que l'on tire des relations et des interactions avec autrui) ;
- de se forger une identité propre ;
- le développement d'aptitudes créatives sous l'impulsion de la réalisation et du partage d'images ;
- le développement d'un esprit critique et d'une ouverture d’esprit si le réseau en ligne du jeune est suffisamment diversifié pour entrer en contact avec plusieurs opinions et perspectives différentes.

### Les supports de présentations en cours
De nombreux outils permettent de moderniser un cours. Ils se présentent sous la forme d’outils de présentation comme le Powerpoint, les schémas, les vidéos. Leurs atouts sont :
- leur attractivité ;
- permettent de mobiliser l'émotion ;
- permettre la transmission du témoignage ;
- permet d'attendre un large public ;
- support souvent peu encombrant ;
- utilisation collective.

### La classe virtuelle
La classe virtuelle est un dispositif pédagogique permettant de rassembler à un instant T des étudiants et un ou plusieurs enseignants via un outil. Une classe virtuelle peut prendre différents formats (sessions uniques, multiples, blended…). Ses avantages sont :
- la simplicité de mise en œuvre par des non-techniciens ;
- la possibilité de combiner cette modalité en alternance avec d'autres approches pédagogiques telles que des réunions en présentiel, des ateliers pratiques ou des séminaires.

### La pédagogie de projet
La pédagogie en mode projet incite à mettre en pratique les savoirs par un travail collectif sur une problématique donnée. Ses avantages sont :
- stimuler l'intelligence collective ;
- provoquer le décloisonnement des compétences ;
- mettre en œuvre la fusion des talents et promouvoir la relation d'équipe.

### L'apprentissage par problème
L'apprentissage par problèmes (ou APP) adopte une approche socioconstructiviste de l'apprentissage. Il s'agit de plonger l'apprenant dans le sujet au travers d'un problème à résoudre en quelques heures (ou d'un projet à mener sur plusieurs jours, voire plusieurs mois). Ce qui l'amène à rechercher des informations pour élaborer une solution, sachant que les concepts ne sont pas préalablement enseignés aux étudiants.
Ses avantages sont : 
- favorise le développement personnel des apprenants qui prennent plus de risques
- favorise la résolution des problèmes et la pensée critique
- renforce la rétention et la compréhension des connaissances
- permet de connaître les conséquences tangibles de leurs décisions
- supprime les limites créées par la peur de l'échec
- permet aux apprenants d'être plus confiants en général dans tous les aspects de leur vie
- aide les apprenants à faire des connexions entre les idées et les concepts

### L'usage des jeux pédagogiques
On utilise ici le jeu comme ressort pédagogique, mais pour conduire à un apprentissage sérieux. Certains de ces jeux sont détournés de leur usage ludique initial (comme Assassin's Creed Origins pour étudier l'Égypte antique ou sa version Odyssey pour partir à la découverte de la Grèce antique ou bien encore Battlefield 1 pour traiter de la Première Guerre mondiale). Par ailleurs, on peut aussi utiliser des jeux sérieux ou serious games, des jeux explicitement dédiés à la conduite d'activités pédagogiques. Les avantages de l'usage des jeux pédagogiques sont :
- Permet de rendre l'élève actif ;
- Motive les élèves ;
- Facilite la compréhension ;
- Facilite la concentration.

## Les limites de l'innovation pédagogique
Après avoir présenté les bénéfices de l'innovation, il convient d'en évoquer certaines limites.

### L'innovation coûte souvent très cher
Comme l’innovation pédagogique a un incontestable "effet établissement" (car elle apporte de la notoriété), la tentation peut être d'investir dans du matériel sans se préoccuper de l'adaptabilité de celui-ci au projet de l'établissement, ni de son entretien, de sa maintenance ou encore de son renouvellement. Ainsi, l'investissement dans des équipements numériques ne doit pas faire oublier l’obsolescence et le coût de certains outils, ainsi que le coût des formations qu'il faut mettre en place pour les équipes pédagogiques.

### L'innovation peut être un frein pour certains élèves
L’innovation pédagogique ne doit pas occulter la charge cognitive liée à la nouveauté pour l’élève. Pour certains, appréhender la tâche par un nouveau biais pourrait complexifier le processus d’apprentissage.

### L'innovation peut être un frein pour certains pédagogues
L’innovation pédagogique naît d’une personne et de sa créativité. Oser l’innovation pédagogique est un pari et comme tous les paris, elle comprend des risques qu’il faudra surmonter. La détermination, l’investissement personnel, l’énergie et le temps que l’innovation nécessitera d'investir peuvent être des limites à sa mise en place. Le regard de ses pairs peut aussi être un frein. En outre, l’innovation pédagogique utilisant le numérique peut faire peur : l’éducateur craint alors d'être remplacé par la machine.

### L’innovation à tout prix?
Innover, c’est proposer quelque chose de nouveau, mais ce n’est pas nécessairement créer.  En ce sens, il devient nécessaire pour celui qui veut innover de s’interroger sur l'utilité et la valeur ajoutée de son projet. Innover pour innover peut ne pas servir à grand-chose si les utilisateurs n’en éprouvent ni l’intérêt ni le besoin. S’il convient de laisser l’ingéniosité et l’inventivité s’exprimer, il faut quand même s'acorder sur ce qui fonctionne bien, sans chercher à renouveler sans cesses des méthodologies ou des procédés.

## Perspectives d’avenir

### La pédagogie de demain sera-t-elle innovante?
L’innovation pédagogique est un défi lancé au monde de l’éducation dans un contexte de profondes mutations sociales.

### Vers une mentalité innovante?
L’innovation pédagogique gagnera à devenir une manière de faire qui va au-delà d’une « intention spontanée de transformation du monde, une initiative des enseignants motivée par des convictions idéologiques, comme la volonté de transmettre de nouveaux savoirs à destination d’étudiants vus par exemple comme les futurs acteurs de progrès sociaux ou politique ». Elle doit devenir une caractéristique centrale chez tous les enseignants. Innover ne signifie cependant pas qu'il faut renier l'existant. Il faut plutôt proposer une grande diversité dans les manières de transmettre ou d'apprendre. Si on se rattache à cette définition, on voit bien que l'innovation aura toujours sa place dans les années à venir tant que les acteurs éducatifs se retrouvent autour d’une cause commune : ressusciter chez tous les élèves la curiosité et le bonheur d’apprendre.

### Et le numérique dans tout ça?
Les progrès technologiques rendent de nombreux services, notamment dans le champ de l'éducation. La crise du Covid-19 et l’instauration d’un confinement a  contraint les professeurs à accomplir des prouesses informatiques en un temps record pour continuer à accompagner leurs élèves le mieux qu'ils le pouvaient dans un contexte particulièrement difficile. Du jour au lendemain, leur façon d'enseigner a changé. Par la force des choses, ils se sont lancés dans des défis de l'innovation informatique : enseigner à distance avec des outils apprivoisés du jour au lendemain. Toutes ces adaptations sont bien la preuve qu'il est toujours possible de faire autrement dans un autre contexte et que les nouvelles technologies facilitent bien des échanges. Mais attention, ce qui se met en place en temps de crise a certes prouvé son utilité, mais a également fait apparaître certaines failles dans le système. Les innovations technologiques sont une véritable aubaine tant qu'elles sont profitables à tous et qu'elles sont bien maîtrisées. Cependant, l’enseignement à distance fait aussi apparaître certaines disparités, voire inégalités entre les élèves : équipements informatiques des familles, localisation géographique et les compatibilités ou incompatibilités de réception numérique, disponibilité des parents pour l’aide aux devoirs, aide à la compréhension, etc. Il faut donc continuer à concilier vigilance et éducabilité.

## Conclusion
L'innovation pédagogique est une notion qui a beaucoup évolué dans le temps. C'est au tournant des années 2010, avec le numérique, qu'elle rencontre une réelle reconnaissance. Toutefois, les aspects financier et matériel, ainsi que certaines réticences des éducateurs constituent des freins : faut-il innover pour innover ? Innover à tout prix ? Pour que la pédagogie de demain soit innovante et qu'elle réponde au mieux aux besoins de l'élève, il est indispensable que les mentalités évoluent ensemble, notamment autour de l'acquisition d'un esprit critique ou d'une culture de la collaboration. Différentes innovations pédagogiques comme la classe inversée ou les MOOC l'ont bien montré.